# Svensmarö
Svensmarö este o arie protejată (arie specială de conservare — SAC, sit de importanță comunitară — SCI) din Suedia întinsă pe o suprafață de 308,4 ha, integral pe uscat.

## Localizare
Centrul sitului Svensmarö este situat la coordonatele 58°19′33″N 16°46′27″E / 58.3259°N 16.7743°E.

## Înființare
Situl Svensmarö a fost declarat sit de importanță comunitară în iulie 2000 pentru a proteja 1 specie de animale. Situl a fost protejat și ca arie specială de conservare în martie 2011.

## Biodiversitate
Situată în ecoregiunile boreală și marină baltică, aria protejată conține 9 habitate naturale: Recifuri, Păduri caducifoliate bătrâne naturale hemiboreale fino-scandinave (Quercus, Tilia, Acer, Fraxinus sau Ulmus) bogate în specii epifite, Pășuni din zone de pădure fino-scandinave, Golfuri mici largi și golfuri puțin adânci, Pășuni de coastă din Baltica boreală, Taiga vestică, Pante stâncoase silicioase cu vegetație casmofită, Roci stâncoase cu vegetație pionieră de Sedo-Scleranthion sau Sedo albi-Veronicion dillenii, Pajiști fino-scandinave uscate până la mezice, bogate în specii de altitudine mică.
La baza desemnării sitului se află o specie protejată de  nevertebrate: rădașcă (Lucanus cervus).